# FLOWER (THE HIGH-LOWSのシングル)
「FLOWER」（フラワー）は、日本のロックバンド、THE HIGH-LOWSの15枚目のシングル。2000年9月6日発売。発売元はキティ。

## 解説
- アルバム「Relaxin' WITH THE HIGH-LOWS」からのリカット曲・リミックスバージョン・新曲で構成されたシングルである。
- 2003年発売の「flip flop2」に全曲収録された。これにより現在、このシングルは製造中止となっている。

## 収録曲
1. 不死身の花 69 Mix (3:51)
（作詞・作曲：甲本ヒロト）
アルバム「Relaxin' WITH THE HIGH-LOWS」からのシングルカット。シングル用にリアレンジされている。
テレビ朝日系「いきなり!黄金伝説。」エンディング・テーマ
THE BLUE HEARTS時代に作られた曲との噂もある。
2. タンポポ hang on version (4:04)
（作詞・作曲：真島昌利）
アルバム「Relaxin' WITH THE HIGH-LOWS」収録曲のリアレンジバージョン。
3. ユーのカー (4:59)
（作詞・作曲：甲本ヒロト）
新曲。アルバム「Relaxin' WITH THE HIGH-LOWS」収録曲「ミーのカー」とタイトル的に対になる曲（内容はまったく別の楽曲）。
4. 青春 lunch time version (7:10)
（作詞・作曲：真島昌利）
シングル曲のリアレンジバージョン。アレンジが大幅に違い、アコースティックを基調としたアレンジになっている。